# 国鉄チム1400形貨車
国鉄チム1400形貨車（こくてつチム1400がたかしゃ）は、かつて日本国有鉄道（国鉄）の前身である鉄道省に在籍した15 t積みの長物車である。
本形式と同様の経歴を持つチム1700形についても本項目で解説する。

## 概要
1943年（昭和18年）4月1日に樺太の内地編入に伴い、樺太庁から鉄道部門（樺太庁鉄道）が鉄道省（樺太鉄道局）に移管された。この際同時にチム1400形（27両、チム1400 - チム1404、チム1406 - チム1419、チム1421 - チム1424、チム1426 - チム1429）、チム1700形（35両、チム1700 - チム1734）の2形式の車籍も鉄道省に編入された。2形式とも15 t積みではあるが二軸ボギー車である。形式名、番号共に樺太庁時代のまま運用された。
戦局の悪化により樺太は車両残留のまま放棄され1945年（昭和20年）に除籍となり形式消滅となった。